# Mali Kal, Mirna Peč
Mali Kal je naselje v Občini Mirna Peč, ki stoji na zahodnem pobočju doline Igmance - Poljanskega potoka. Relief je značilno kraški

## Znameniti krajan
V tem kraju je svojo mladost preživljal znameniti glasbenik Lojze Slak. Občina Mirna Peč mu je tu postavila spomenik. Skozi kraj vsako leto prirejajo pohod po Poti Slakove in Pavčkove mladosti.